# Венера з Берехат-Рама

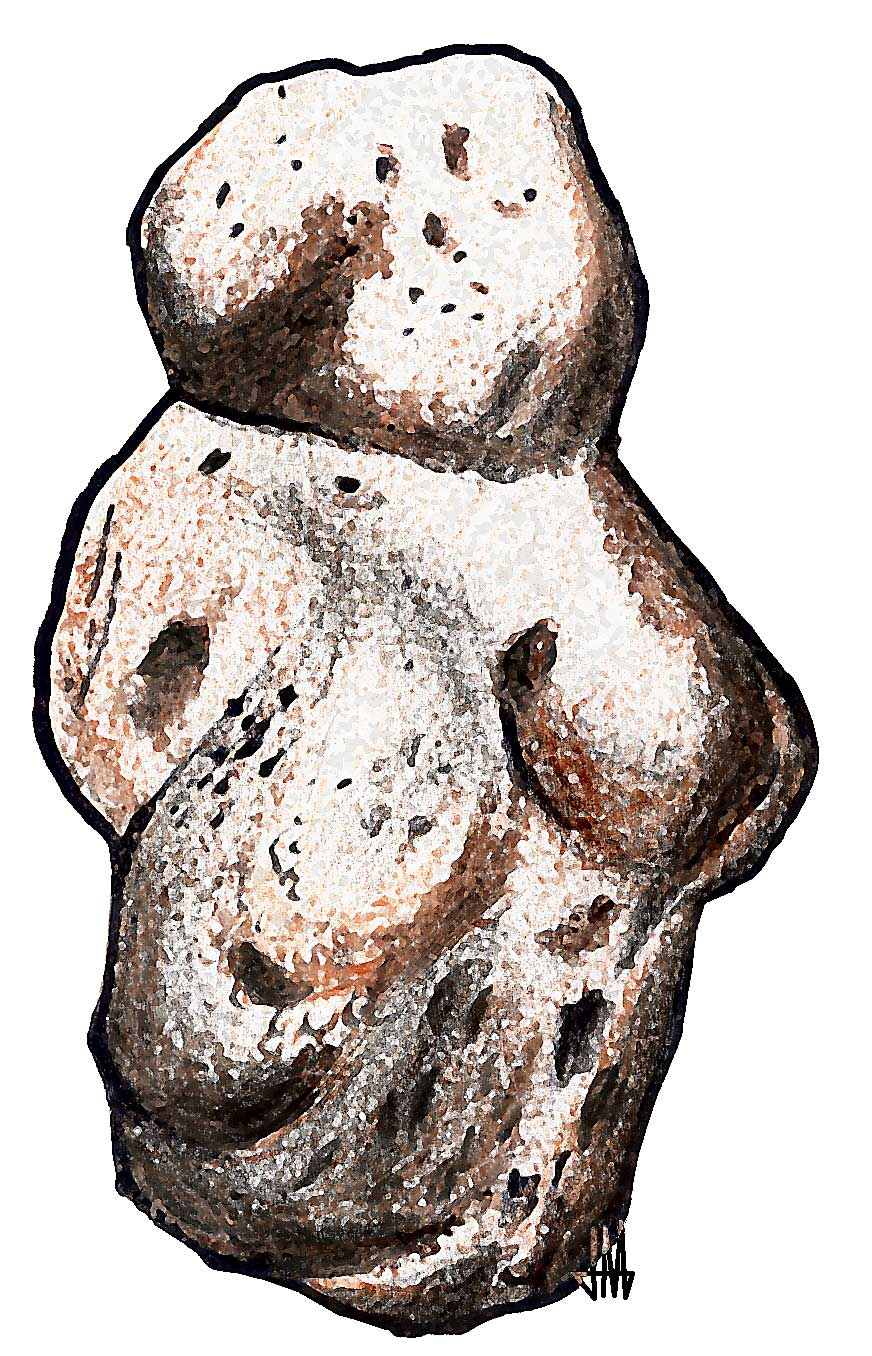
Зображення об'єкта з Берехат-Рама

Вене́ра з Берехат-Рама — камінь, знайдений при археологічних розкопках на Голанських висотах в 1981 році. Виявлено археологом з Єврейського університету в Єрусалимі Н. Горен-Інбар (N. Goren-Inbar). Вона стверджує, що її знахідка — статуетка, і, таким чином, претендує на роль артефакту, зробленого Homo erectus і відноситься до ашельської культури початку середнього палеоліту. Термін «Венера» використаний за аналогією з традиційною назвою статуеток пізнього палеоліту, що зображують жінок.

## Опис
Являє собою антропоморфний камінь з гірської породи туф, 35 мм у довжину, на якому зроблено щонайменше 3 прорізи, можливо, вигравірувані за допомогою гострого каменя.

## Джерело
- Goren-Inbar, N and Peltz, S, 1995, "Additional remarks on the Berekhat Ram figure, " Rock Art Research 12, 131–132, quoted in Scarre, C (ed.) (2005). The Human Past, (London: Thames and Hudson). ISBN 0-500-28531-4.

## Ресурси Інтернету
- Venus Figures from the Stone Age: Russia, Ukraine, and East of the Donau Mouth [Архівовано 9 липня 2011 у Wayback Machine.] Picture of the pebble (top).
- Venus Figures from the Stone Age: Russia, Ukraine, and East of the Donau Mouth [Архівовано 9 липня 2011 у Wayback Machine.] Picture of the pebble (top).
- Israel Antiquities Authority National Treasures page [Архівовано 23 березня 2012 у Wayback Machine.]
- Originsnet.org [Архівовано 17 грудня 2011 у Wayback Machine.]